# あめつち
あめつちは、西日本旅客鉄道（JR西日本）が山陰本線城崎温泉駅 - 鳥取駅 - 出雲市駅間および米子駅 - 木次線出雲横田駅間で運行する臨時快速列車（観光列車）である。

## 概要
2018年7月 - 9月に開催された「山陰デスティネーションキャンペーン」に合わせて運行開始された。
2017年6月に運行開始して以来、好評を博している「TWILIGHT EXPRESS 瑞風」に続き、「『瑞風』よりさらに手頃に、身近に感じられつつ山陰を満喫できる列車」として計画・製造された。
列車愛称の「あめつち」は、山陰地方が舞台の神話が多く収録されている『古事記』の書き出し「天地（あめつち）の初発（はじめ）のとき」に由来する。山陰ディティネーションキャンペーンにおいて当列車は「あめつち 〜天地の初発のとき〜」とも案内がされる。
車両の前面・側面に取り付けられるエンブレムは、「太陽」「神々」「白ウサギ」などがモチーフとなっており、製造は島根県出雲市内の企業が行う。
2024年4月7日に木次線、同年4月20日に城崎温泉駅 - 鳥取駅間で新たに運行を開始した。
木次線ではかつて「奥出雲おろち号」が運行していたが、老朽化に伴って2023年11月23日で運行を終了したため、当列車が「奥出雲おろち号」の後継として運行している。ただし、車両性能の関係からスイッチバックなど急勾配を伴う区間である出雲横田駅 - 備後落合駅間では運転されない。

## 運行概況
鳥取駅 - 出雲市駅間を4時間弱で結ぶ。土曜日・日曜日・月曜日を中心に1日1往復、年間150日程度運行される。平成30年7月豪雨のため、2018年7月7日・8日は運休になった。2024年4月7日より木次線で、同年4月20日より城崎温泉駅 - 鳥取駅間で運行を開始したことから運転日が大幅に減った。
あめつち～木次線～は米子駅 - 出雲横田駅間を約3時間で結ぶ。毎月4日程度運行される。
あめつち～因幡・但馬～は城崎温泉駅 - 鳥取駅間を約2時間で結ぶ。毎月2日程度運行される。
「五感で楽しむ山陰」と称し、景観を楽しむため普通列車より最高速度を抑えるほか、大山、宍道湖、斐伊川などの見どころや、雄大な日本海を眺められる区間は、時速45キロメートルまで徐行運転を行う。車内では山陰地方の地産品や地元に因んだ食事、飲み物が提供され、また演出やイベントの企画の際には、地元の協力を得ながら「山陰色」豊かなものとされる。
『あめつちのテーマ』という音楽曲が制作されており、発車時などに流される。車内では上記のような食事や車窓風景のほか、おみくじが楽しめる。
全車グリーン車指定席である。なお、運行開始当初から2024年3月までは車内販売や食事の配膳などを行う客室乗務員とは別に車掌がドア扱いや観光案内などを行っていたが、現在はワンマン運転（ドア扱いは運転士が担当し、客室乗務員が観光案内などを実施）となっている。そのため車内での指定席券の販売は行っておらず、事前に購入するように呼びかけられている。

### 停車駅
鳥取駅 - 倉吉駅 - 米子駅 - 安来駅 - 松江駅 -（玉造温泉駅）- 出雲市駅
- 玉造温泉駅は上り列車のみ停車[3][6]。
- 上り列車は米子駅止まりとなる日がある[8]。
- 由良駅・御来屋駅では停車中のみ下車が可能[8]。

### 停車駅（あめつち～木次線～）
米子駅 - 安来駅 - 松江駅 - 玉造温泉駅 - 宍道駅 - 木次駅 - （出雲三成駅） - 出雲横田駅
- 出雲三成駅は上り列車のみ停車[8]。

### 停車駅（あめつち～因幡・但馬～）
城崎温泉駅 - 浜坂駅 - 岩美駅 - 鳥取駅
- 餘部駅では停車中のみ下車が可能[8]。

## 使用車両
キハ47形を改造した専用車両（キロ47形2両編成）が使用される。定員は59名。車両デザインは、出雲市出身の映画監督である錦織良成と松江市出身の美術監督である吉田昇が担当したほか、改造はジェイアール西日本テクノスおよび後藤工業が担当した。
コンセプトは「ネイティブ・ジャパニーズ」で、山陰地方の豊かな自然をはじめ、神社、お酒、歌舞伎、相撲などの山陰地方発祥とされる日本文化の様々なルーツを車両にデザインし、山陰ならではの「古くて新しい日本」を発見する旅が演出される。
塗装は、側面上部は山陰の美しい空と海をイメージした紺碧色、側面下部にはかつて栄えたたたら製鉄にちなみ、日本刀の刃をイメージしたグレーとシルバーで塗装されている。
また車内には、随所に鳥取県・島根県両県の工芸品を使用。天井照明のシェードには鳥取県産の因州和紙が、テーブルには島根県産の石州瓦が使用される。また出入口付近には、鳥取県産の弓浜絣、倉吉絣と島根県産の安来織、出雲織が展示される。
1号車（キロ47 7006、元キハ47 192→キハ47 2010）は、窓側壁面に島根県産の隠岐の黒松が使用されている。また洗面台が設置され、手洗い器には鳥取県産の岩井窯が使用されている。
2号車（キロ47 7005、元キハ47 1115→キハ47 3016）は、窓側壁面に鳥取県産の智頭杉が使用され、車両後部には島根県産のミニチュアの神楽衣装が展示されている。また物販カウンターが設置され、暖簾には鳥取県産の西尾絞りが使用されている。